# 경복고등학교
경복고등학교(景福高等學校)는 대한민국 서울특별시 종로구 청운동에 있는 공립 고등학교이다.

## 학교 연혁
- 1921년 4월 18일 : 경성 제2고등보통학교 창설(5년제)
- 1921년 5월 2일 : 개교
- 1921년 6월 18일 : 본관 준공(현 도서관 위치)
- 1938년 4월 1일 : '경복중학교' 로 개칭
- 1946년 9월 1일 : 수업 연한 6년으로 연장
- 1953년 5월 25일 : '경복중학교' , '경복고등학교' 로 분리 개칭
- 1971년 2월 18일 : 경복 중학교 폐교
- 1974년 3월 21일 : 경복고등학교부설 방송통신고등학교 개교
- 1979년 6월 30일 : 예능관 준공
- 1985년 10월 18일 : 제1호관 개축 준공
- 1986년 12월 19일 : 제2호관 개축 준공
- 1988년 8월 17일 : 경운관 준공
- 1990년 9월 4일 : 체육관 중수
- 1997년 9월 10일 : 활달관 준공
- 2002년 5월 17일 : 북악관 준공
- 2004년 12월 10일 : 교수학습지원센터(경복관 리모델링) 개관
- 2009년 10월 31일 : 제3호관 준공
- 2015년 2월 5일 :  제90회 졸업식
- 2021년 3월 1일 : 제42대 유석범 교장 취임
- 2021년 5월 2일 : 개교 100주년

## 운동부
현재 농구부, 아이스하키부, 수영부, 골프부를 운영하고 있다. 과거에는 축구부도 운영한 바 있다.

## 참고 문헌
- 경복고등학교 - 한국교육학술정보원 학교알리미

## 같이 보기
- 경복고등학교 육상단
- 경복고등학교 축구단